# Cmentarz Oficerów Radzieckich we Wrocławiu
Cmentarz Oficerów Radzieckich we Wrocławiu – wojenna nekropolia oficerów radzieckich poległych lub zmarłych w wyniku ran i chorób odniesionych w czasie oblężenia Wrocławia w roku 1945. Pochowano tu 763 radzieckich oficerów, w tym 69 nieznanych z imienia i nazwiska, pochodzących głównie z 6. Armii I Frontu Ukraińskiego pod dowództwem gen. Władimira Głuzdowskiego. Wśród pochowanych znajdują się także dwaj niemieccy antyfaszyści: Horst Viedt i Josef Wagner, którzy zginęli podczas akcji dywersyjnej 6 maja 1945.
Cmentarz bywa często nazywany „cmentarzem żołnierzy radzieckich”. Jest to błąd, gdyż żołnierze (nie oficerowie), polegli w tym samym okresie, pochowani są w innym miejscu Wrocławia (Cmentarz Żołnierzy Radzieckich na Skowroniej Górze).

## Lokalizacja
Cmentarz znajduje się między ulicami Karkonoską a Wyścigową na działce o powierzchni 5,3 ha w kształcie trójkąta o rozszerzonej podstawie. Nekropolia charakteryzuje się ściśle rozplanowanym układem geometrycznym, głównym elementem jest zaprojektowana w roku 1947 przez Romana Felińskiego glorieta, złożona z pięciu połączonych ze sobą kolumn, usytuowana na wysokim cokole z wyrzeźbioną w granicie urną. Od gloriety prowadzą w kierunku bocznych wejść dwie symetrycznie rozmieszczone aleje drzew. Pomiędzy alejami a głównym wejściem znajdują się dwie jednakowe kwatery podzielone na pola grzebalne przedzielone siatką żywopłotu. W środku obu kwater, na placykach w kształcie koła, znajdują się obeliski wykonane z marmuru. Główne wejście zdobią dwie armaty ZiS-3, natomiast boczne wejścia cztery czołgi T-34, będące w czasie trwania walk na wyposażeniu 6 armii I Frontu Ukraińskiego. Jeden z czołgów, o numerze 212, wiosną 1945 roku został zniszczony przez Niemców na rogu ulic Hallera i Gajowickiej.

## Historia
Budowę cmentarza rozpoczęto w kwietniu 1945 roku, w momencie gdy walki jeszcze trwały. Obecny kształt cmentarz zyskał w roku 1947, autorem projektu  był Tadeusz Ptaszycki. W latach późniejszych kilkukrotnie miały miejsce prace konserwatorskie, m.in. w roku 1962 wymieniono nagrobki z czarnego kamienia na lastrykowe. W roku 1985 odsłonięto tablicę poświęconą pamięci generała-majora Iwana Połbina, najwyższego rangą oficera, który poległ w walkach o Wrocław, a szczątków którego nie udało się odnaleźć.

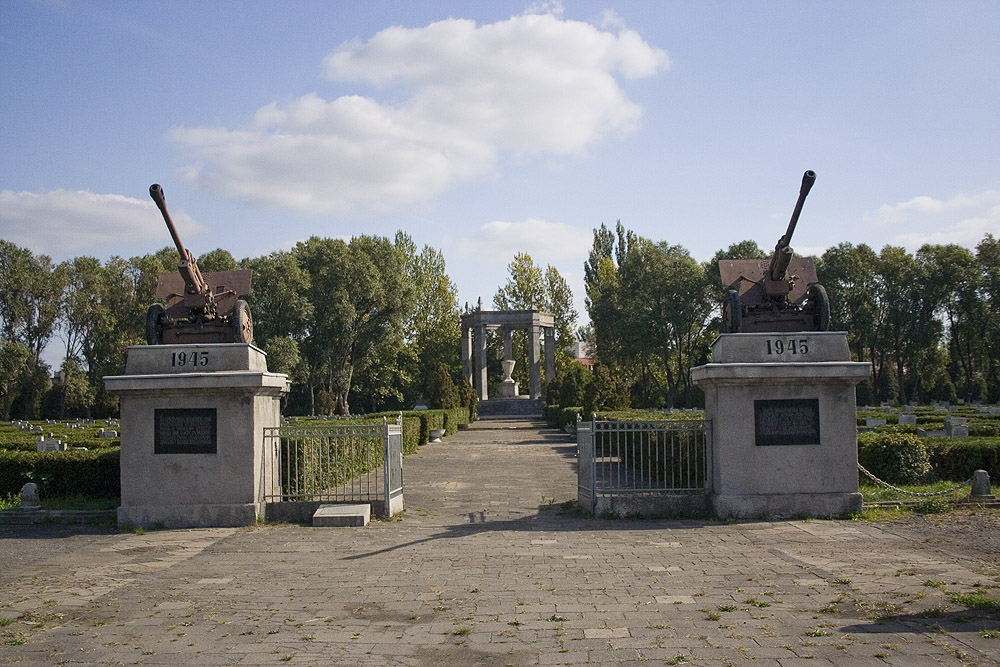
Brama główna cmentarza
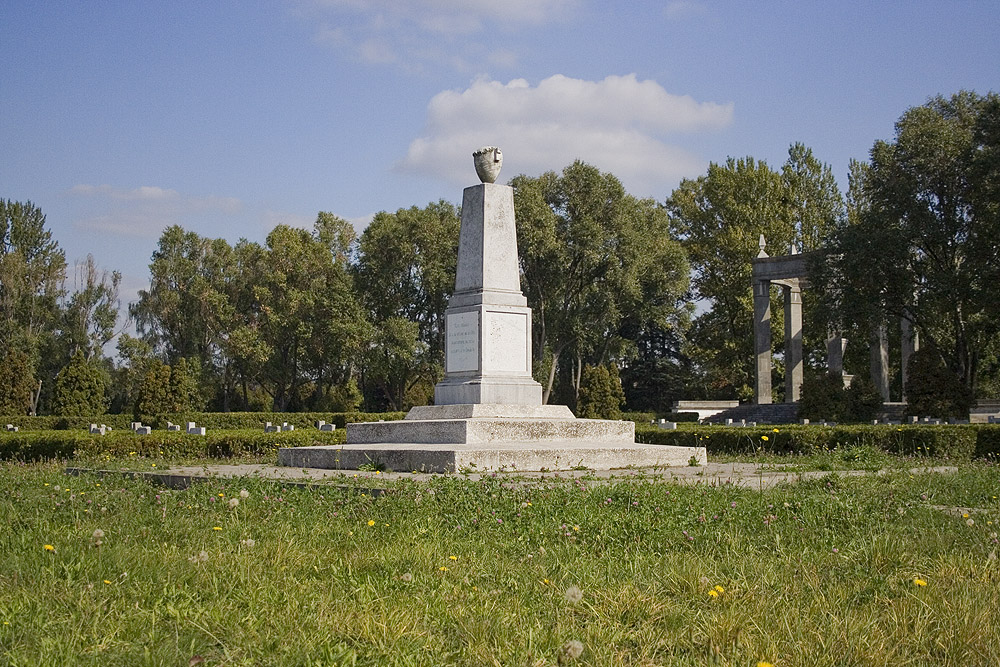
Jeden z dwóch obelisków w centrum pól grzebalnych
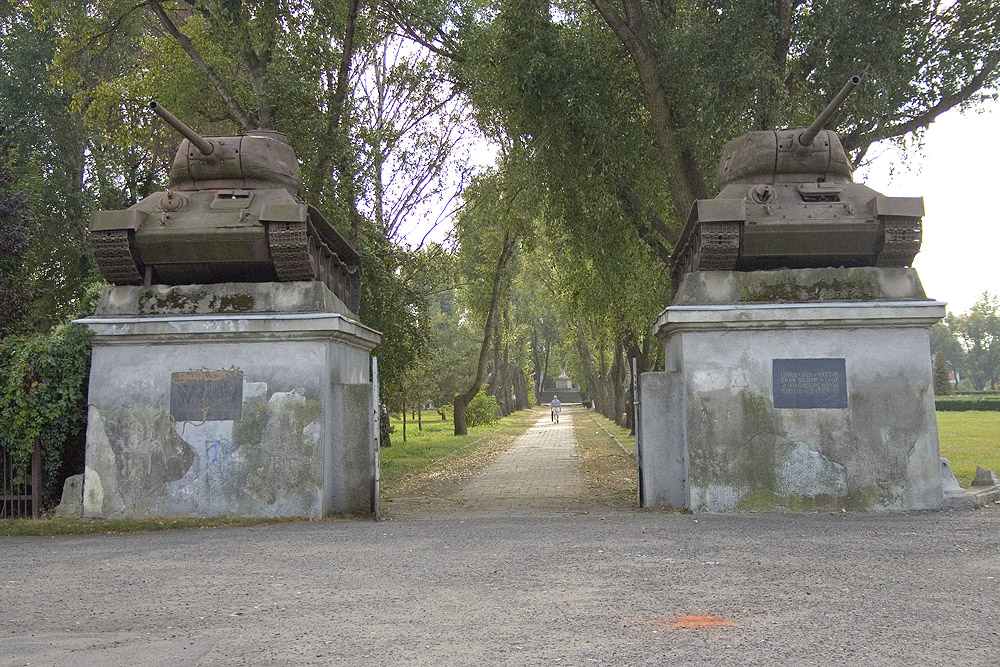
Brama boczna (północna) cmentarza
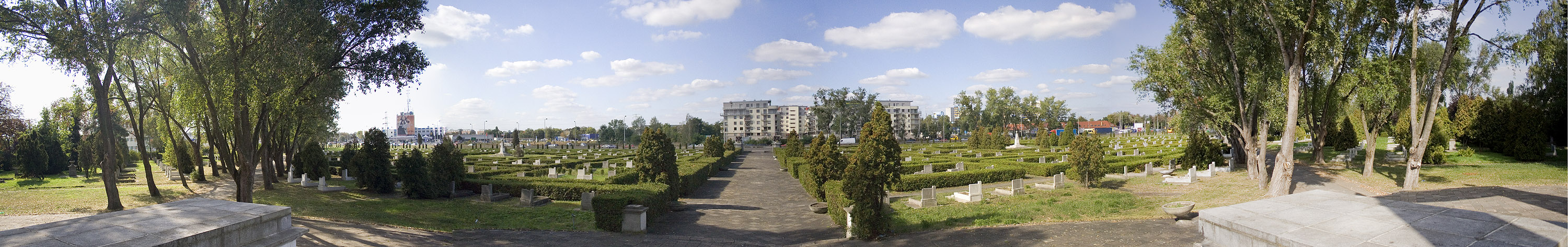
Panorama cmentarza
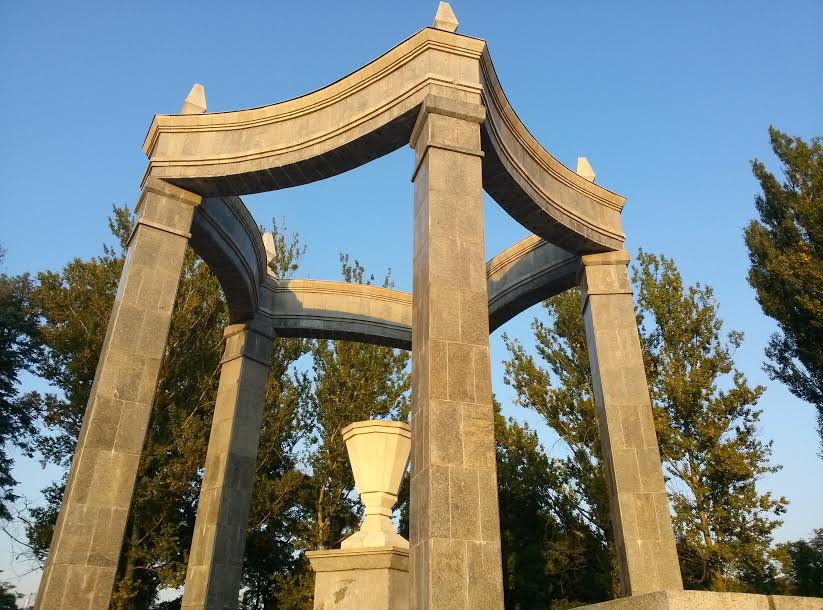
Glorieta